# نوکتورن (آلبوم وایلد ناتین)
نوکتورن (انگلیسی: Nocturne) دومین آلبوم استودیویی گروه موسیقی ایندی راک آمریکایی وایلد ناتین است. این آلبوم در ۲۸ اوت ۲۰۱۲ توسط کپچرد ترکز منتشر شد.